# Almazán
Almazán je španska občina, ki leži v provinci Soria, v avtonomni skupnosti Kastilija in Leon. Po podatkih iz leta 2010 ima 5.965 prebivalcev. Po površini obsega 165 km2.